# Herrarivier
Herrarivier (Zweeds – Fins: Herrajoki) is een rivier annex beek, die stroomt in de Zweedse gemeente Kiruna. De rivier ontstaat als diverse beken op een bergplateau en voedt met haar water het Herrameer. Aan de noordoostzijde van het meer stroomt ze er weer uit en stroomt bijna rechtstreeks naar de Könkämärivier. Ze is circa zes kilometer lang.
Afwatering: Herrarivier → Könkämärivier → Muonio → Torne → Botnische Golf